# Amyema celebica
Amyema celebica är en tvåhjärtbladig växtart som först beskrevs av Philippe Édouard van Tieghem, och fick sitt nu gällande namn av Danser. Amyema celebica ingår i släktet Amyema och familjen Loranthaceae. Inga underarter finns listade i Catalogue of Life.